# Kankainen (ö, lat 61,34, long 28,29)
Kankainen är en ö i Finland. Den ligger i sjön Saimen och i kommunen Taipalsaari i den ekonomiska regionen  Villmanstrands ekonomiska region  och landskapet Södra Karelen, i den södra delen av landet, 220 km nordost om huvudstaden Helsingfors. Öns area är 11,4 hektar och dess största längd är 0,5 kilometer i sydöst-nordvästlig riktning.